# Piotr Czauderna
Piotr Stefan Czauderna (ur. 11 sierpnia 1962 w Gdańsku) – polski lekarz, chirurg dziecięcy, profesor nauk medycznych, w 2019 prezes Agencji Badań Medycznych, od 2025 doradca społeczny prezydenta RP.

## Życiorys
Syn Józefa, lekarza ginekologa, i Anny z domu Gardzilewicz. Uczęszczał do szkół podstawowych w Gdańsku – najpierw nr 68, a później nr 35. W 1980 został absolwentem IX Liceum Ogólnokształcącego w Gdańsku. W 1986 ukończył studia medyczne na Wydziale Lekarskim Akademii Medycznej w Gdańsku. Na tej samej uczelni uzyskiwał stopnie naukowe doktora (w 1994 na podstawie pracy pt. Udział postępowania chirurgicznego w kompleksowym leczeniu wybranych guzów litych u dzieci) oraz doktora habilitowanego (w 2001 w oparciu o rozprawę zatytułowaną Choroba wenookluzyjna wątroby w przebiegu leczenia nerczaka płodowego – badania kliniczne i doświadczalne). W 2013 otrzymał tytuł profesora nauk medycznych.
Odbył staże zawodowe w klinikach chirurgii dziecięcej w Stanach Zjednoczonych, Austrii i Niemczech. Zawodowo związany z macierzystą uczelnią (przekształconą w międzyczasie w Gdański Uniwersytet Medyczny), gdzie został kierownikiem Kliniki Chirurgii i Urologii Dzieci i Młodzieży. Był także pełnomocnikiem rektora akademii ds. programu nowego szpitala uniwersyteckiego. Od połowy lat 90. członek władz Polskiego Towarzystwa Chirurgów Dziecięcych, w 2012 objął stanowisko prezesa tej organizacji, które sprawował do 2014. Przez dwie kolejne kadencje (2005–2012) był przewodniczącym międzynarodowej grupy ds. leczenia guzów wątroby u dzieci (SIOPEL). Został też wybrany na przewodniczącego sekcji chirurgii dziecięcej Europejskiej Unii Specjalistów Medycznych (UEMS).
W wyborach samorządowych w 2014 jako bezpartyjny kandydat z ramienia Prawa i Sprawiedliwości uzyskał mandat radnego Gdańska. Został następnie wiceprzewodniczącym rady miasta. W październiku 2015 został członkiem Narodowej Rady Rozwoju powołanej przez prezydenta Andrzeja Dudę. Został również przewodniczącym Akademickiego Klubu Obywatelskiego im. Prezydenta Lecha Kaczyńskiego w Gdańsku. We wrześniu 2019 wygrał konkurs na stanowisko prezesa Agencji Badań Medycznych. Stanowisko to objął w październiku, zrezygnował jednak z niego w grudniu 2019. W lutym 2021 prezydent Andrzej Duda powierzył mu funkcję przewodniczącego powołanej wówczas Rady ds. Ochrony Zdrowia. W 2024 wszedł w skład komitetu wspierającego kandydaturę Karola Nawrockiego na prezydenta RP w wyborach w 2025; został koordynatorem utworzonego w ramach tego komitetu zespołu ds. ochrony zdrowia. W sierpniu 2025 powołany na doradcę społecznego prezydenta RP Karola Nawrockiego.

## Życie prywatne
Mąż Violetty z domu Gawinkowskiej, ojciec Marty, Mai i Jana.

## Odznaczenia i wyróżnienia
- Krzyż Oficerski Orderu Odrodzenia Polski (2024)[17]
- Krzyż Kawalerski Orderu Odrodzenia Polski (2020)[18]
- Złoty Krzyż Zasługi (2015)[19]
- Srebrny Krzyż Zasługi (2007)[20]
- Medal 100-lecia Odzyskania Niepodległości (2019)[21]
- Medal Komisji Edukacji Narodowej[22]
- Medal 50-lecia Akademii Medycznej w Gdańsku (1999)[1]
- Medal „Primus Inter Pares” (1986)[23]
- Nagroda Prezydenta Miasta Gdańska w Dziedzinie Kultury (2000)[24]
- „Osobowość Roku” Radia Gdańsk (2021)[25]